# 苗丕一
苗丕一（1916年—2005年），男，汉族，山西长治人，中华人民共和国政治人物，曾任西藏自治区政协副主席，西藏自治区人大常委会副主任。